# EsmGFP
 (juin 2025).
esmGFP est une protéine verte fluorescente artificielle conçue à l'aide du modèle d'IA ESM3, développé par EvolutionaryScale,. La protéine n'existe pas dans la nature et a été générée par une simulation de 500 millions d'années d'évolution moléculaire,. 

## Développement
Les scientifiques d'EvolutionaryScale et de l'Arc Institute ont développé esmGFP en entraînant ESM3 sur un ensemble de données de 770 milliards de séquences protéiques. Le modèle d'IA, conçu pour prédire et générer des structures protéiques, a imité les processus évolutifs sur plus de 500 millions d’années simulées pour créer des protéines fonctionnelles au-delà de celles trouvées dans la nature.
EvolutionaryScale, fondée par d'anciens chercheurs de Meta, a développé ESM3 comme l'un des plus grands modèles d'IA appliqués à la conception de protéines. La capacité du modèle à générer de nouvelles protéines fluorescentes a attiré des investissements importants.
À la base, ESM3 fonctionne de manière similaire à un modèle de langage, prédisant les séquences et les structures des protéines de la même manière qu’une IA prédit les mots d’une phrase. Les scientifiques ont incité ESM3 à générer une protéine fluorescente en se concentrant sur les résidus responsables de la fluorescence. Grâce à un raffinement itératif, l'IA a conçu une protéine qui partage 58 % de similarité de séquence avec son homologue le plus proche connu, une protéine fluorescente de l'anémone de mer à pointe de bulle ( nom scientifique : Entacmaea quadricolor ),.
La protéine résultante a été synthétisée et testée en laboratoire, où elle a montré avec succès une fluorescence, démontrant que la conception de protéines pilotée par l'IA peut produire des biomolécules fonctionnelles que la nature n'a jamais fait évoluer jusqu'à aujourd'hui.

## Applications
Les protéines fluorescentes vertes sont largement utilisées dans la recherche biologique, notamment pour le marquage et le suivi des processus cellulaires. Les protéines conçues par l’IA comme esmGFP pourraient conduire à des avancées en médecine, en sciences de l’environnement et en biologie synthétique. Les applications potentielles comprennent le développement d’enzymes pour la dégradation du plastique, de nouveaux traitements contre les maladies et des outils pour explorer l’évolution des protéines à travers le temps voire même a l'échelle cosmique dans le cas ou les théorie de vie au-delà Terre (voire exobiologie) s'avèrent réelles.

## Revue scientifique
La recherche sur l'esmGFP a été initialement publiée sous forme de prépublication, puis évaluée par des pairs et publiée dans Science le 16 janvier 2025. Des scientifiques indépendants ont souligné le potentiel de l’ingénierie des protéines basée sur l’IA, tout en avertissant que de telles méthodes ne reproduisent pas toute la complexité de la sélection naturelle.